# GetBackGang 2
GetBackGang 2 è il settimo mixtape del rapper statunitense Lil Reese, pubblicato il 26 luglio 2019 dall'etichetta discografica RBC Records.

## Tracce
1. GetBackMood Pt.2 – 2:27
2. BBQ – 2:47
3. Ain't Witchu 4sho – 2:01
4. Exhausted – 3:52
5. Flex – 2:00
6. What It Do – 2:43
7. Neck of da Woods – 2:20
8. No Face No Case – 1:49
9. Circle Tight – 2:01